# La Ville-sous-Orbais
Pour les articles homonymes, voir La Ville et Orbais.
La Ville-sous-Orbais est une commune française, située dans le département de la Marne en région Grand Est. Traversée par le Surmelin, elle fait partie de la région naturelle de la Brie champenoise.
Commune rurale, hors attraction des villes, La Ville-sous-Orbais est membre de la communauté de communes des Paysages de la Champagne, à qui elle a transféré un certain nombre de compétences (notamment en matière d'eau et de déchets).
Au dernier recensement de 2022, la commune comptait 40 habitants.
Son patrimoine architectural comprend notamment son église, dédiée à Saint-Martin. Son patrimoine naturel comprend quant à lui deux zones naturelles d'intérêt écologique, faunistique et floristique.

## Géographie

### Localisation
La Ville-sous-Orbais se trouve au sud-ouest du département de la Marne, en région Grand Est. 
La commune de La Ville-sous-Orbais s'étend sur une superficie de 1 105 hectares. Elle fait partie de la région agricole de la Brie champenoise.
Par la route, La Ville-sous-Orbais se situe à 57 km de Châlons-en-Champagne, préfecture, à 26 km d'Épernay, sous-préfecture, et à 17 km de Dormans, bureau centralisateur du canton de Dormans-Paysages de Champagne dont dépend La Ville-sous-Orbais depuis 2015. La commune fait en outre partie du bassin de vie de Dormans.

### Communes limitrophes
Les communes limitrophes sont  Igny-Comblizy, Le Breuil, Margny, Orbais-l'Abbaye et Verdon.
|           | Igny-Comblizy        | Suizy-le-Franc  |
| Le Breuil | La Ville-sous-Orbais | Orbais-l'Abbaye |
| Verdon    | Margny               |                 |

### Géologie et relief
Sur son territoire, l'altitude varie de 108 à 235 mètres.
Le relief est marqué par la vallée du Surmelin, qui traverse la commune d'ouest en est, et par la vallée de son affluent, le ru des Grosses Pierres, au nord-est.
De part et d'autre du Surmelin, l'altitude s'élève pour atteindre 232 mètres au nord du village et 235 mètres au sud-ouest.

### Hydrographie

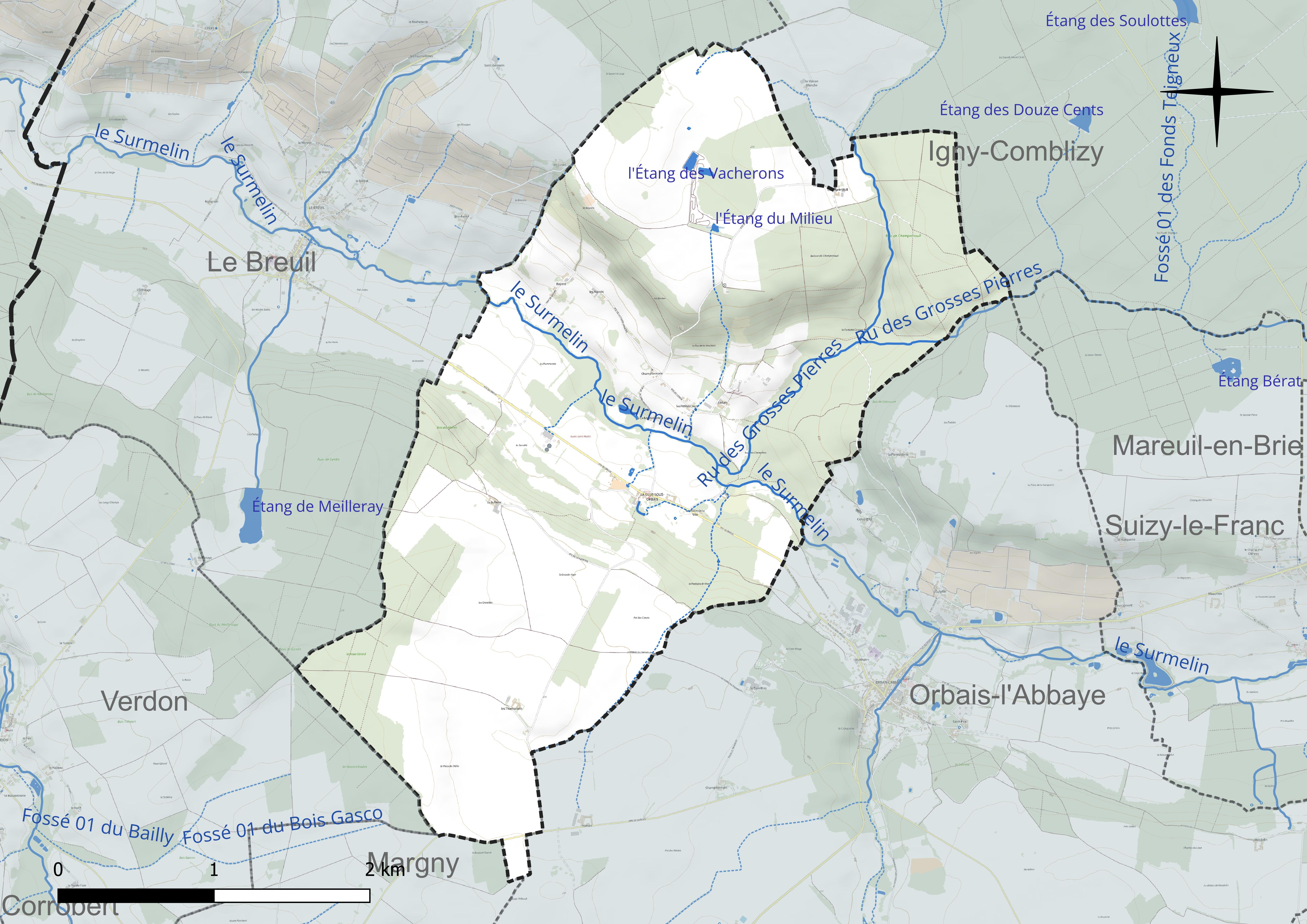
Réseau hydrographique de la Ville-sous-Orbais.

La commune est dans la région hydrographique « la Seine de sa source au confluent de l'Oise (exclu) » au sein du bassin Seine-Normandie. Elle est drainée par le Surmelin, le ru des Grosses Pierres, le ruisseau des Cent Arpents, le Fossé 01 de la Maison Blanche et le Fossé 01 du Moulin de la Ville,.
Le Surmelin, d'une longueur de 41 km, prend sa source dans la commune de Loisy-en-Brie et se jette dans la Marne à Chartèves, après avoir traversé 17 communes. 
Le ru des Grosses Pierres, d'une longueur de 12 km, prend sa source dans la commune de Le Baizil et se jette  dans le Surmelin sur la commune, après avoir traversé six communes. 
Deux plans d'eau complètent le réseau hydrographique : l'étang des Vacherons (0,4 ha) et l'étang du Milieu (0,2 ha),.

### Climat
Pour des articles plus généraux, voir Climat du Grand Est et Climat de la Marne.
En 2010, le climat de la commune est de type climat océanique dégradé des plaines du Centre et du Nord, selon une étude du Centre national de la recherche scientifique s'appuyant sur une série de données couvrant la période 1971-2000. En 2020, Météo-France publie une typologie des climats de la France métropolitaine dans laquelle la commune est exposée à un climat océanique altéré et est dans la région climatique  Nord-est du bassin Parisien, caractérisée par un ensoleillement médiocre, une pluviométrie moyenne régulièrement répartie au cours de l’année et un hiver froid (3 °C). 
Pour la période 1971-2000, la température annuelle moyenne est de 10,3 °C, avec une amplitude thermique annuelle de 15,5 °C. Le cumul annuel moyen de précipitations est de 747 mm, avec 11,7 jours de précipitations en janvier et 8 jours en juillet. Pour la période 1991-2020, la température moyenne annuelle observée sur la station météorologique de Météo-France la plus proche, « Blesmes », sur la commune de Blesmes à 19 km à vol d'oiseau, est de 10,6 °C et le cumul annuel moyen de précipitations est de 713,0 mm. 
La température maximale relevée sur cette station est de 40,3 °C, atteinte le 25 juillet 2019 ; la température minimale est de −15,3 °C, atteinte le 12 janvier 1987,,. 
Les paramètres climatiques de la commune ont été estimés pour le milieu du siècle (2041-2070) selon différents scénarios d'émission de gaz à effet de serre à partir des nouvelles projections climatiques de référence DRIAS-2020. Ils sont consultables sur un site dédié publié par Météo-France en novembre 2022.

### Milieux naturels et biodiversité

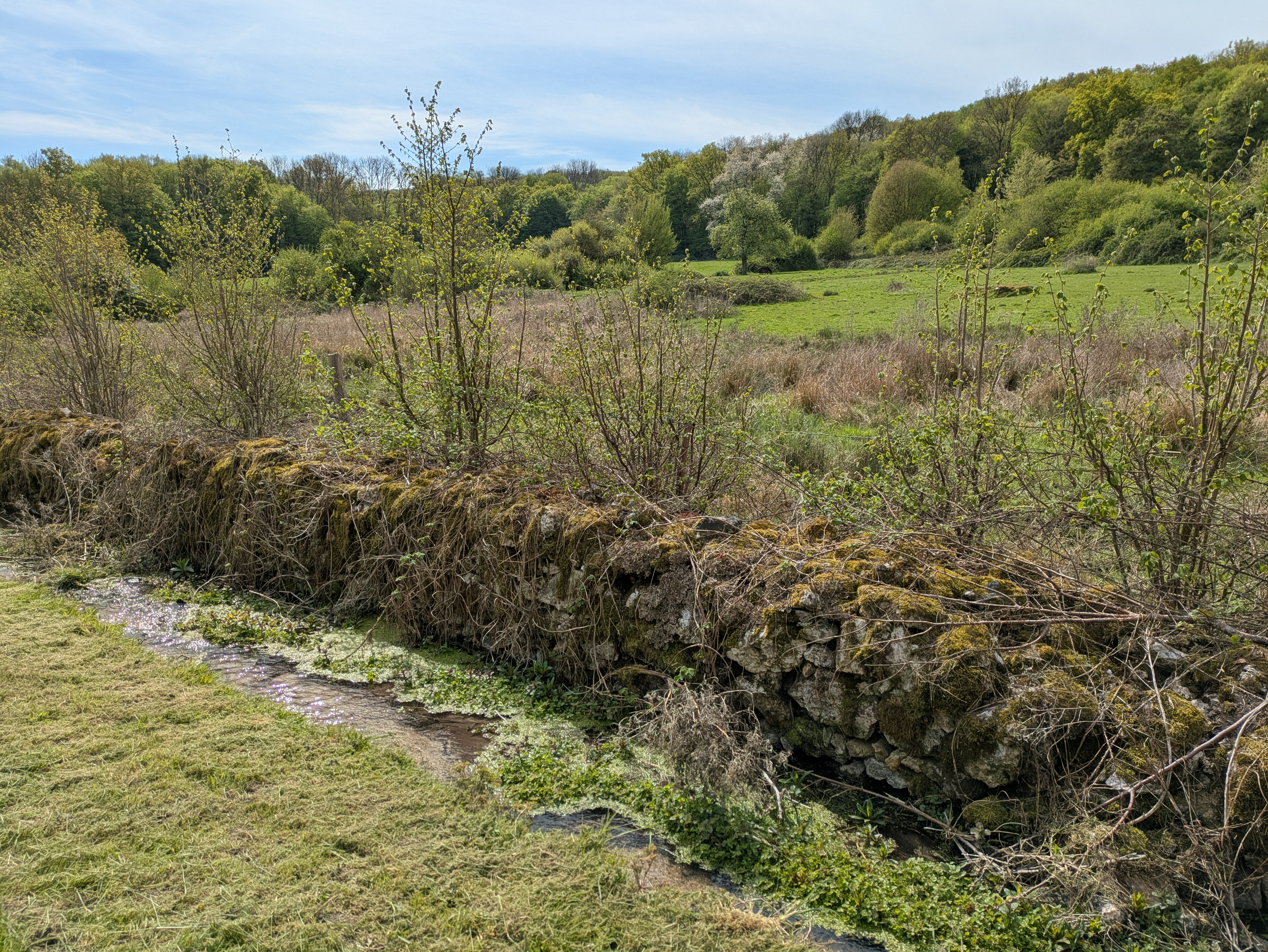
Une prairie surplombée par le bois de la Fontaine Brabant.

L'Inventaire national du patrimoine naturel (INPN) recense 383 espèces sur le territoire de la commune, dont 25 espèces protégées et 6 espèces menacées.
La Ville-sous-Orbais compte deux zones naturelles d'intérêt écologique, faunistique et floristique (ZNIEFF).
La ZNIEFF de type I des « bois de la Fontaine Brabant, de la Croix Rouge et de la Croupière à Orbais » s'étend sur près de 80 hectares entre Orbais-l'Abbaye et La Ville-sous-Orbais. Elle regroupe plusieurs ensembles forestiers représentatifs de la Brie champenoise : la chênaie-charmaie mésoneutrophile (majoritaire), la chênaie-charmaie mésotrophe, l'érablière à scolopendre sur meulière (notamment dans le ravin de la Fontaine Brabant), la frênaie-chênaie (sur les bas de pente) ainsi que l'aulnaie-frênaie. En terme de faune, la ZNIEFF est remarquable pour son avifaune, notamment la présence du pic mar, et accueillent plusieurs amphibiens.
La ZNIEFF de type II du « massif forestier et étangs associés entre Épernay, Vertus et Montmort-Lucy » s'étire jusqu'au nord-est de La Ville-sous-Orbais. Elle regroupe de nombreux massifs forestiers et étangs au sud et à l'ouest d'Épernay, sur le plateau de la Brie champenoise. Une partie de la ZNIEFF est un site du réseau Natura 2000.

## Urbanisme

### Typologie

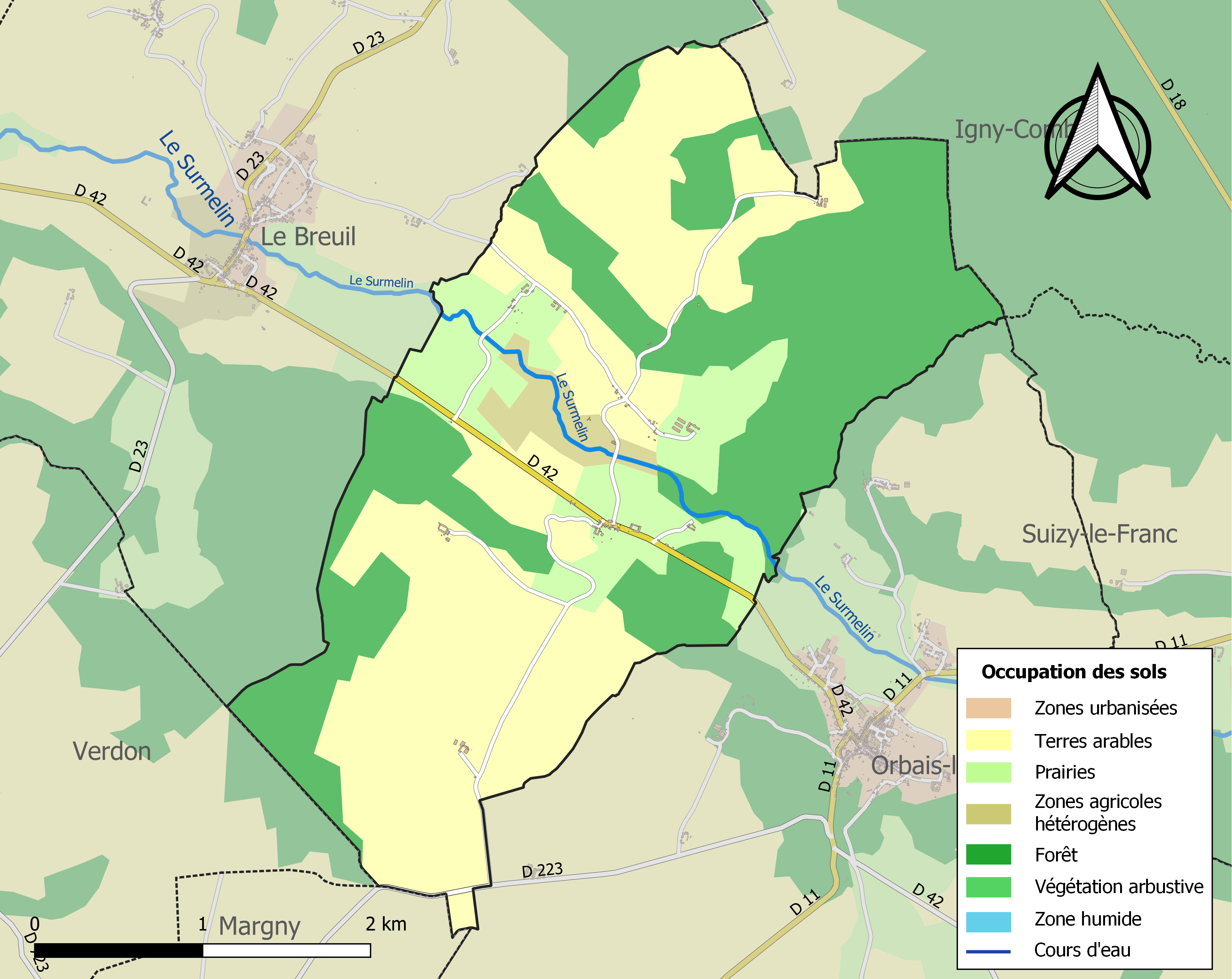
Carte des infrastructures et de l'occupation des sols de la commune en 2018 (CLC).

Au 1er janvier 2024, La Ville-sous-Orbais est catégorisée commune rurale à habitat très dispersé, selon la nouvelle grille communale de densité à sept niveaux définie par l'Insee en 2022.
Elle est située hors unité urbaine et hors attraction des villes,.

### Occupation des sols
L'occupation des sols de la commune, telle qu'elle ressort de la base de données européenne d’occupation biophysique des sols Corine Land Cover (CLC), est marquée par l'importance des territoires agricoles (60,4 % en 2018), une proportion identique à celle de 1990 (60,4 %). 
La répartition détaillée en 2018 est la suivante : terres arables (44,1 %), forêts (39,6 %), prairies (13,4 %), zones agricoles hétérogènes (2,9 %), cultures permanentes (0,1 %).
L'évolution de l’occupation des sols de la commune et de ses infrastructures peut être observée sur les différentes représentations cartographiques du territoire : la carte de Cassini (XVIIIe siècle), la carte d'état-major (1820-1866) et les cartes ou photos aériennes de l'IGN pour la période actuelle (1950 à aujourd'hui).

### Morphologie rurale, hameaux et écarts

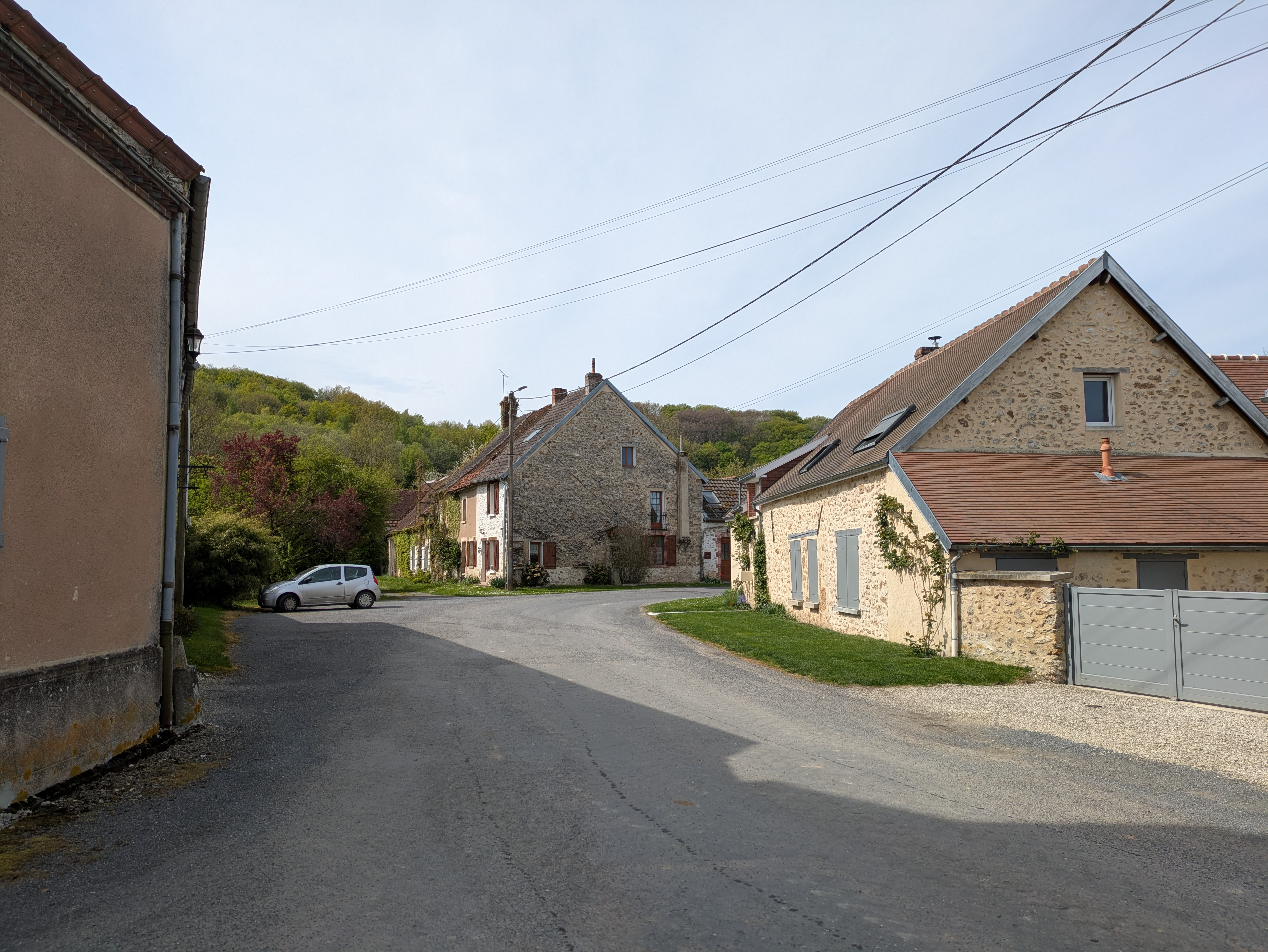
La place Paul et Marguerite Hauduc.

Le petit village de La Ville-sous-Orbais s'articule autour de la route du Breuil et de la place Paul et Marguerite Hauduc.
Outre le village, la commune compte de nombreux hameaux et écarts. La plupart se trouvent dans la vallée du Surmelin : Bayard, la Carbonnioterrie, la Championnerie, Lohan, les Marots, le Moulin de la Ville et les Petites Cours. De rares écarts se trouvent à plus de 200 mètres d'altitude : la Bufferie et les Thomassets, au sud, ainsi que Champrenault, au nord.

### Planification
Les règles d'urbanisme sur le territoire de La Ville-sous-Orbais sont déterminées par le schéma de cohérence territoriale d'Épernay et sa Région (SCoTER) approuvé le 5 décembre 2018 et par le règlement national d'urbanisme prévu par le Code de l'urbanisme.

### Habitat et logement
En 2021, La Ville-sous-Orbais compte 36 logements. Ces logements sont à 95 % des maisons ; la commune ne comptant qu'un seul appartement. Presque exclusivement des maisons, les résidences principales de La Ville-sous-Orbais disposent en moyenne de 4,3 pièces.
Le tableau ci-dessous présente une comparaison de quelques indicateurs chiffrés du logement pour La Ville-sous-Orbais, la communauté de communes des Paysages de la Champagne (CCPC), le département de la Marne et la France entière :
|                                                            | La Ville-sous-Orbais | CCPC   | Marne   | France     |
| ---------------------------------------------------------- | -------------------- | ------ | ------- | ---------- |
| Ensemble des logements                                     | 36                   | 11 470 | 300 919 | 37 155 918 |
| Part des résidences principales (en %)                     | 58,8                 | 80,9   | 87,5    | 82,2       |
| Part des résidences secondaires (en %)                     | 22,0                 | 5,8    | 3,4     | 9,7        |
| Part des logements vacants (en %)                          | 19,2                 | 13,4   | 9,1     | 8,1        |
| Part des propriétaires de leur résidence principale (en %) | 78,3                 | 76,4   | 52,2    | 57,5       |

À La Ville-sous-Orbais, en 2021, 58,8 % des logements sont des résidences principales, 22,0 % des résidences secondaires et 19,2 % des logements vacants. Par ailleurs, 78,3 % des ménages sont propriétaires de leur résidence principale. La Ville-sous-Orbais se démarque alors par un nombre supérieur à la moyenne de résidences secondaires, de logements vacants et de ménages propriétaires de leur résidence principale.
Parmi les 21 résidences principales construites avant 2019, 15 avaient été construites avant 1919, aucune entre 1919 et 1945, 4 entre 1946 et 1970, 2 entre 1971 et 1990, 1 entre 1991 et 2005 et aucune depuis 2006.
Le tableau ci-dessous présente l'évolution du nombre de logements sur le territoire de la commune, par catégorie, depuis 1968 :
|                        | 1968 | 1975 | 1982 | 1990 | 1999 | 2010 | 2015 | 2021 |
| ---------------------- | ---- | ---- | ---- | ---- | ---- | ---- | ---- | ---- |
| Résidences principales | 19   | 20   | 23   | 18   | 18   | 24   | 23   | 21   |
| Résidences secondaires | 15   | 19   | 17   | 22   | 16   | 10   | 6    | 8    |
| Logements vacants      | 3    | 4    | 4    | 0    | 5    | 3    | 9    | 7    |
| Total                  | 37   | 43   | 44   | 40   | 39   | 37   | 38   | 36   |

### Voies de communication et transports
La commune est traversée par la route départementale 42 entre Orbais-l'Abbaye à l'est et Le Breuil (puis Condé-en-Brie) l'ouest.
Le sentier de grande randonnée de pays du Surmelin y passe.

### Risques naturels et technologiques
Le territoire de La Ville-sous-Orbais est vulnérable à différents risques naturels et technologiques. La commune n'est toutefois pas dans l'obligation d'élaborer et publier un document d'information communal sur les risques majeurs, ni un plan communal de sauvegarde.
La commune est concernée par les risques de mouvements de terrain et les risques d'inondation par remontée de nappe. La commune a fait l'objet d'un arrêté reconnaissant l'état de catastrophe naturelle à ce titre en 1999.
La Ville-sous-Orbais est affectée par le phénomène de retrait-gonflement des argiles (risque important). Le risque sismique est très faible sur son territoire. De même, le potentiel radon de la commune est faible.
La commune compte par ailleurs un site potentiellement concerné par la pollution des sols, une mégisserie.

## Toponymie
Le nom de la localité est attesté sous les formes Villa subtus Orbacum (1228).

De l'oïl ville « village » et du nom du ru, affluent du Surmelin, sur le territoire de la commune. Le nom Orbais est un composé en -bais, élément d'origine germanique qui apparaît sous diverses graphies (-baix, -bet[s], etc.) et qui signifie « ruisseau ». Il est issu du vieux bas francique *baki, allemand Bach. Le premier élément Or- / Ur- demeure incertain. De la racine hydronymique *ol. Nous constatons, prouvée par de multiples exemples, en toponymie comme en hydronymie, l’équivalence des groupes sonores ol, or, ul, ur. Il n’est donc pas surprenant de trouver l'appellation, Orbais, déclinant de cette variation autour du thème *ol.

## Histoire

### Ancien Régime
Thibaut II de Navarre, comte de Champagne et de Brie, donne la plus grande partie de la terre et seigneurie de Champ-Renaud, située dans la paroisse de la Ville sous Orbais, dans les bois, à une petite lieue d'Orbais à l'Abbaye Saint-Pierre d'Orbais. 
Jean de Pilles, abbé commendataire d'Orbais, loue cette terre pour quatre-vingt-dix-neuf ans, à Robert Baudiére, seigneur de la Chapelle-Monthaudon. Passée des mains de Robert de Baudiére, après plusieurs mutations, dans celles de Charles Denizet, marchand de Dormans, qui l'avait fait saisir sur M. de Courtival, son débiteur; mais les enfants de Charles Denizet ont du rendre la terre de Champ-Renaud à l'abbaye en septembre 1702, ayant dû auparavant faire construire une ferme, conformément au bail.
Avant la Révolution française, la cure (paroisse) du village est à la nomination et présentation (bénéfice ecclésiastique) des abbés et religieux de l'Abbaye Saint-Pierre d'Orbais qui jouissent de la moitié des grosses dixmes, en qualité de curés primitifs, et des deux tiers des menues dixmes, à cause de l'office claustral de cellérier. Le prêtre qui administre la cure jouit de l'autre moitié de la grosse et d'un tiers des menues dixmes, en qualité de vicaire perpétuel.

### Époque contemporaine

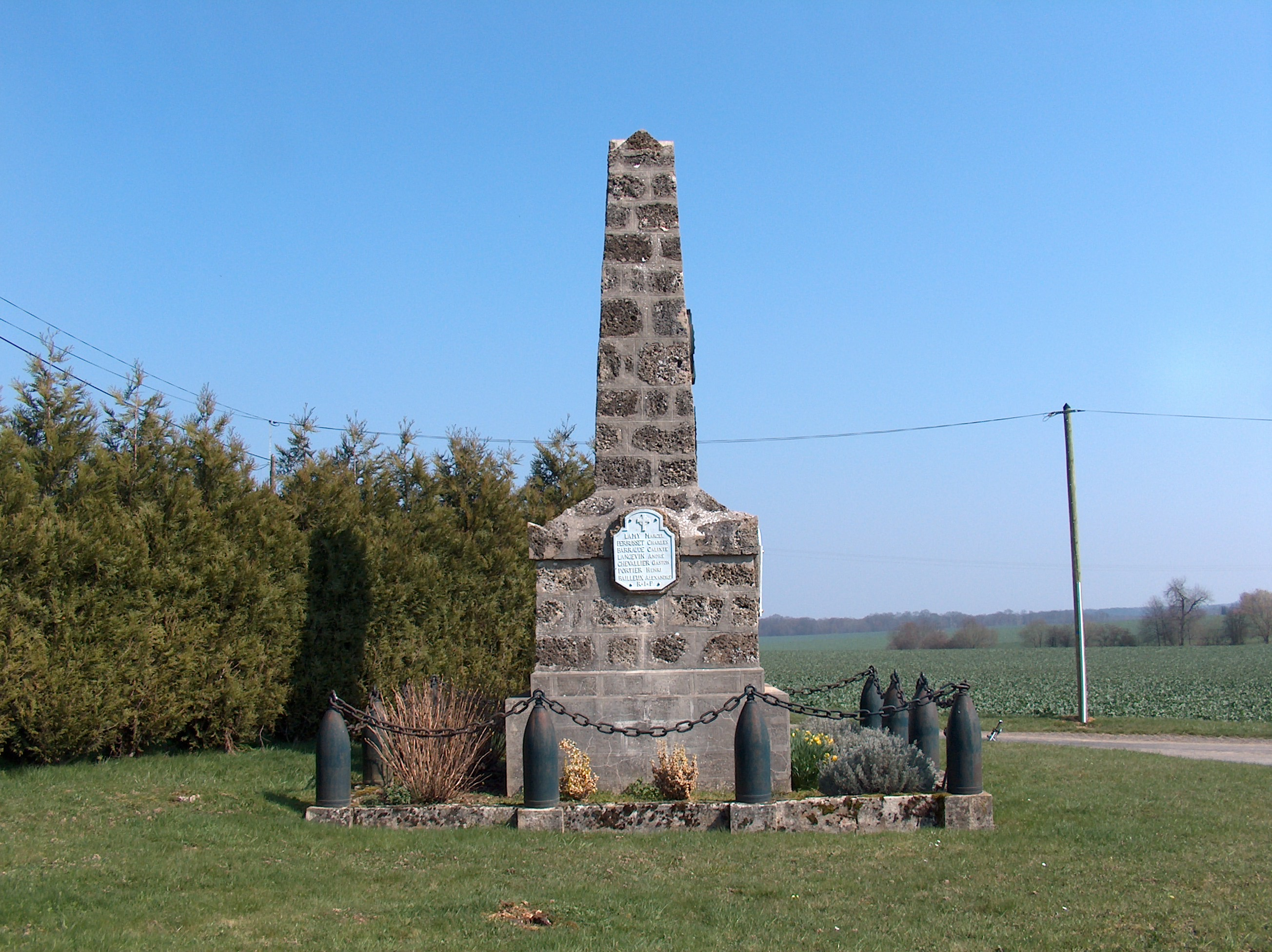
La stèle des Thomassets.

Au début de la Première Guerre mondiale, le 4 septembre 1914, des combats ont lieu sur le plateau des Thomassets. Trois cents Français perdent la vie lors de ces « combats des Thomassets ». Une stèle commémorative est aujourd'hui érigée sur le plateau.

## Politique et administration

### Rattachements administratifs et électoraux

#### Rattachements administratifs
La commune se trouve dans l'arrondissement d'Épernay du département de la Marne.  
Elle faisait partie depuis 1801 du canton de Montmort-Lucy. Dans le cadre du redécoupage cantonal de 2014 en France, cette circonscription administrative territoriale a disparu, et le canton n'est plus qu'une circonscription électorale.

#### Rattachements électoraux
Pour les élections départementales, la commune fait partie depuis 2014 du canton de Dormans-Paysages de Champagne.
Pour l'élection des députés, elle fait partie de la troisième circonscription de la Marne.

### Intercommunalité
La Ville-sous-Orbais était membre de la petite communauté de communes de la Brie des Étangs, un établissement public de coopération intercommunale (EPCI) à fiscalité propre créé en 2003 et auquel la commune avait transféré un certain nombre de ses compétences, dans les conditions déterminées par le code général des collectivités territoriales.
Dans le cadre des dispositions de la loi portant nouvelle organisation territoriale de la République du 7 août 2015, qui prévoit que les établissements publics de coopération intercommunale (EPCI) à fiscalité propre doivent avoir un minimum de 15 000 habitants, cette intercommunalité a fusionné avec ses voisines pour former, le 1er janvier 2017, la communauté de communes des Paysages de la Champagne, dont est désormais membre la commune.
La Ville-sous-Orbais n'est membre d'aucune autre intercommunalité.

### Liste des maires

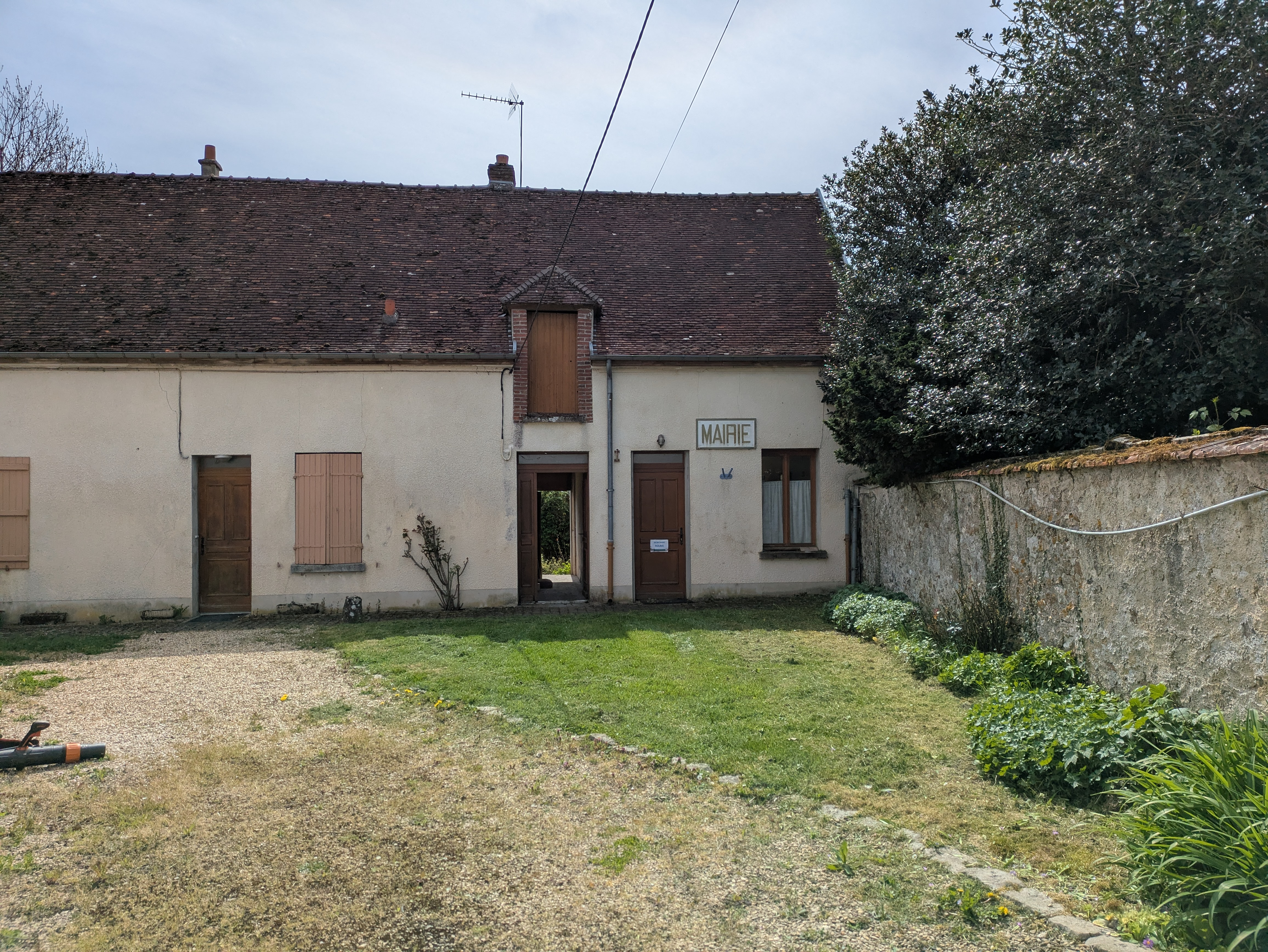
La mairie.

| Période                                  | Période                       | Identité        | Étiquette | Qualité                                            |
| ---------------------------------------- | ----------------------------- | --------------- | --------- | -------------------------------------------------- |
| Les données manquantes sont à compléter. |                               |                 |           |                                                    |
|                                          |                               |                 |           |                                                    |
|                                          | vers 1917                     | Louis Favret    |           | cultivateur, exploitant de la Ferme des Thomassets |
|                                          |                               |                 |           |                                                    |
| avant 1995                               | 1995                          | Raymond Hoyon   |           |                                                    |
| 1995                                     | septembre 2001                | André Lalouelle |           |                                                    |
| septembre 2001                           | mars 2008                     | Olivier Perdrix |           |                                                    |
| mars 2008,                               | mai 2020                      | Gabriel Moreau  |           |                                                    |
| mai 2020                                 | En cours (au 31 octobre 2024) | Bernard Lisch   |           |                                                    |

### Jumelages
Au 1er janvier 2023, La Ville-sous-Orbais n'est jumelée avec aucune ville.

## Équipements et services publics

### Eau et déchets
L'approvisionnement en eau potable et l'assainissement des eaux usées sont des compétences de la communauté de communes des Paysages de la Champagne. La commune de La Ville-sous-Orbais est alimentée en eau potable par le captage de Verdon (La Croix). La production et la distribution d'eau potable font l'objet d'une délégation de service public confiée à Suez jusqu'en 2029. L'assainissement y est non collectif et assuré en régie par la communauté de communes.
La communauté de communes est également compétente en matière de déchets. La collecte des ordures ménagères résiduelles et des déchets recyclables est réalisée en porte à porte. La communauté de commune adhérant au syndicat de valorisation des ordures ménagères de la Marne (SYVALOM), ces déchets sont amenés au centre de transfert départemental de Pierry puis valorisés sur le site de La Veuve. La collecte du verre et des textiles se fait en apport volontaire. La communauté de communes met par ailleurs six déchèteries à disposition de ses habitants, accessibles après création d'une carte d'accès : à Châtillon-sur-Marne, Damery-Venteuil, Fèrebrianges, Mareuil-le-Port, Montmort-Lucy et Trélou-sur-Marne.

### Enseignement

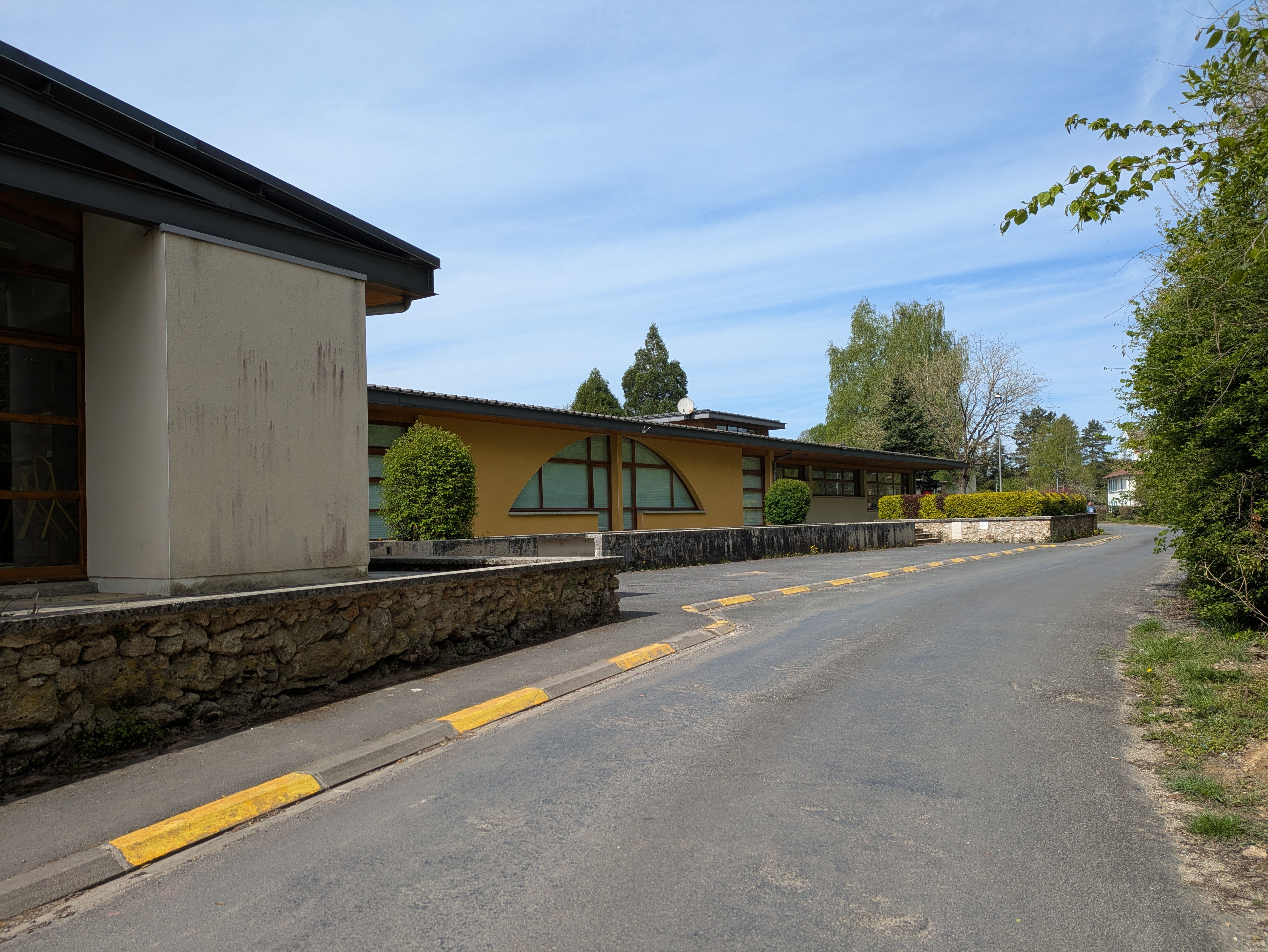
Les écoles d'Orbais-l'Abbaye.

La Ville-sous-Orbais fait partie de l'académie de Reims.
Les enfants de La Ville-sous-Orbais sont accueillis au sein des écoles d'Orbais-l'Abbaye. Installées rue du Parc, les écoles sont fréquentées par 39 élèves de maternelle et 54 élèves d'élémentaire (chiffres 2024-2025)
Les jeunes de La Ville-sous-Orbais sont ensuite rattachés au collège Lucie Aubrac de Montmort-Lucy et au lycée La Fontaine du Vé de Sézanne.

### Postes et télécommunications
Le bureau de poste le plus proche est l'agence postale communale d'Orbais-l'Abbaye, située à environ 2 km de La Ville-sous-Orbais. une boîte aux lettres de La Poste 5 route du Breuil se trouve sur le territoire de la commune. 

### Justice, sécurité et secours
Du point de vue judiciaire, La Ville-sous-Orbais relève du conseil de prud'hommes d'Épernay, du tribunal de commerce de Reims, du tribunal judiciaire, du tribunal paritaire des baux ruraux et du tribunal pour enfants de Châlons-en-Champagne, dans le ressort de la cour d'appel de Reims. Pour le contentieux administratif, la commune dépend du tribunal administratif de Châlons-en-Champagne et de la cour administrative d'appel de Nancy.
La Ville-sous-Orbais est située en secteur Gendarmerie nationale et dépend de la brigade d'Étoges.
En matière d'incendie et de secours, le centre d'incendie et de secours le plus proche est celui de Montmort, rattaché au Service départemental d'incendie et de secours (SDIS) de la Marne.

## Population et société

### Démographie
L'évolution du nombre d'habitants est connue à travers les recensements de la population effectués dans la commune depuis 1793. Pour les communes de moins de 10 000 habitants, une enquête de recensement portant sur toute la population est réalisée tous les cinq ans, les populations de référence des années intermédiaires étant quant à elles estimées par interpolation ou extrapolation. Pour la commune, le premier recensement exhaustif entrant dans le cadre du nouveau dispositif a été réalisé en 2004.

En 2022, la commune comptait 40 habitants, en évolution de −23,08 % par rapport à 2016 (Marne : −1,19 %, France hors Mayotte : +2,11 %).
| 1793 | 1800 | 1806 | 1821 | 1831 | 1836 | 1841 | 1846 | 1851 |
| ---- | ---- | ---- | ---- | ---- | ---- | ---- | ---- | ---- |
| 143  | 112  | 106  | 106  | 96   | 119  | 121  | 199  | 153  |

| 1856 | 1861 | 1866 | 1872 | 1876 | 1881 | 1886 | 1891 | 1896 |
| ---- | ---- | ---- | ---- | ---- | ---- | ---- | ---- | ---- |
| 161  | 160  | 166  | 136  | 127  | 106  | 100  | 123  | 117  |

| 1901 | 1906 | 1911 | 1921 | 1926 | 1931 | 1936 | 1946 | 1954 |
| ---- | ---- | ---- | ---- | ---- | ---- | ---- | ---- | ---- |
| 87   | 110  | 98   | 104  | 103  | 101  | 101  | 93   | 90   |

| 1962 | 1968 | 1975 | 1982 | 1990 | 1999 | 2004 | 2006 | 2009 |
| ---- | ---- | ---- | ---- | ---- | ---- | ---- | ---- | ---- |
| 82   | 77   | 54   | 54   | 40   | 38   | 47   | 44   | 50   |

| 2014 | 2019 | 2022 | - | - | - | - | - | - |
| ---- | ---- | ---- | - | - | - | - | - | - |
| 51   | 43   | 40   | - | - | - | - | - | - |

### Cultes
Pour le culte catholique, La Ville-sous-Orbais dépend de la paroisse Saint-Alpin - Le Surmelin, au sein du diocèse de Châlons-en-Champagne.

### Médias
La presse écrite régionale comprend le quotidien L'Union et l'hebdomadaire L'Hebdo du vendredi.
Parmi les stations de radio locales, il est possible de citer Ici Champagne-Ardenne et Champagne FM.

## Économie

### Revenus de la population et fiscalité
Pour des raisons de secret statistique, le revenu disponible par unité de consommation et le taux de pauvreté à La Ville-sous-Orbais ne sont pas communiqués par l'Insee.

### Emploi
La Ville-sous-Orbais appartient à la zone d'emploi d'Épernay.
En 2021, le taux d'activité des 15-64 ans est de 83,9 %, supérieur à celui de la communauté de communes (79,7 %), du département (74 %) et de la France métropolitaine (74,9 %). Pour cette même catégorie de population, le taux de chômage est de 7,7 % contre 8 % pour la communauté de communes, 12,1 % pour la Marne et 11,7 % pour la France métropolitaine.
En 2021, La Ville-sous-Orbais compte 9 emplois, dont 56,6 % de salariés et 43,4 % de non-salariés. Avec 22 actifs y résidant, la commune a alors un indicateur de concentration d'emploi de 38,4. Dans les faits, 25 % des actifs résidant à La Ville-sous-Orbais y travaillent tandis que 75 % travaillent dans une autre commune.

### Entreprises
En 2022, la commune compte 6 établissements économiquement actifs (hors agriculture).
En 2020, La Ville-sous-Orbais compte 4 exploitations agricoles, pour une surface agricole utilisée de 773 hectares et 8 emplois à temps plein. Selon l'Agreste, la production agricole de la commune est spécialisée dans les grandes cultures.

## Culture locale et patrimoine

### Lieux et monuments

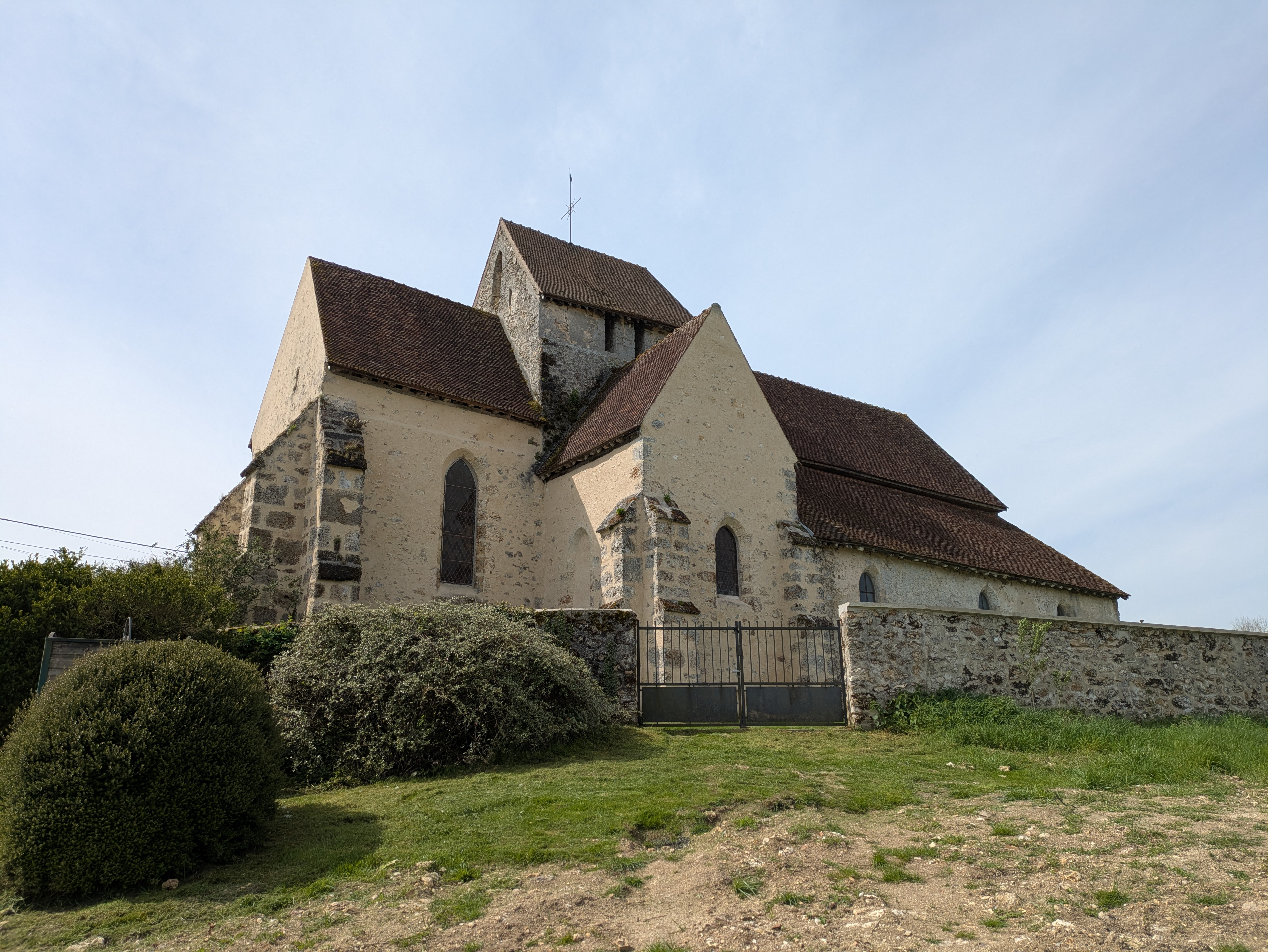
L'église Saint-Martin.

Le principal monument de la commune est l'église Saint-Martin, dont la nef date du XIIe siècle et le chœur du XIIIe siècle, tandis que le reste de l'édifice connaît des remaniements jusqu'au XVIe siècle.
Elle renferme de nombreux objets inscrits ou classés aux monuments historiques :
- son maître-autel et son retable à colonnes corinthiennes peint et doré du XVIIe siècle, complété d'un tabernacle à ailes du même siècle, d'un tableau de la Charité de saint Martin et de deux statues en bois de saint Jean-Baptiste et saint Martin du XVIIe ou XVIIIe siècle[61],[62],[63],[64],[65] ;
- les deux vantaux de sa porte occidentale, en bois et fer forgé du XIVe siècle[66] ;
- dans le bas-côté nord, des fonts baptismaux en pierre sculptée (datés sans certitude du XIIIe siècle)[67] ainsi qu'un autel du XVIIe siècle avec son retable et son tabernacle[68] ;
- dans le bas-côté sud, un escalier à vis en bois du XVIIe ou XVIIIe siècle[69] ;
- dans l'autel latéral sud, une statue en bois de saint Nicolas du XVIe siècle[70] et un tableau de saint Nicolas du XVIIe ou XVIIIe siècle[71]
- deux statues en bois du XVIe siècle ou XVIIe siècle représentant le Christ en croix[72] et saint Eloi[73].